# Svoboda (zveza)
Svoboda je nekdanja socialdemokratska zveza kulturnih društev.
Splošna delavska zveza Svoboda za Kranjsko je bila ustanovljena 21. septembra 1913 v Ljubljani po prepovedi Vzajemnosti. Svoboda si je za svoj cilj postavila pospeševanje duhovnega in gospodarskega napredka članov in delavskega stanu nasploh, ustanavljanje svojih podružnic, knjižnic in  čitalnic, prirejanje shodov, predavanj, krožkov in poučnih tečajev, gradnjo društvenih domov, izdajanje publikacij, razvijanje športnih, kulturnih in drugih dejavnosti. Ob ustanovitvi je Etbin Kristan poudaril: »Svoboda mora služiti temu, da postanejo naši člani socialisti«.
Do 1. svetovne vojne je Svoboda  obnavljala organizacijsko strukturo svoje predhodnice, pravo delovanje pa se je razvilo šele po vojni. Avgusta 1919 je v zvezi delovalo 15 društev z 2.674 člani. Dejavni pa so bili predvsem gledališki in telovadni odseki, delovale so tudi politične šole v Ljubljani, Celju, Jesenicah in Trbovljah, osrednja knjižnica v Ljubljani je imela 2.260 knjig in skoraj 1.800 rednih bralcev. Februarja 1920 se je Svoboda preimenovala v Delavsko izobraževalno zvezo Svoboda za Slovenijo, 1922 se je včlanila v mednarodno delavsko telovadno organizacijo. Razdruževanje v marksističnem delavskem gibanju je slabo vplivalo na delo Svobode, zato so se na izrednem občnem zboru 9. decembra 1923 preimenovali v Svobodo, delavsko telovadno in kulturno društvo za Slovenijo. V tem času je bilo dejavnih le še 1.844 članov v 22 od skupno 35 podružnicah v katerih je delovalo 10 telovadnih, 14 gledaliških, 12 glasbenih in 15 knjižničnih odsekov; ponekod pa še šahovski, težkoatletski, izletniški in kolesarski odsek. Razen telovadbe so gojili še nogomet, rokoborbo in hazeno (nekdaj rokometu podobna igra za ženske). 
Prvi predsednik društvenega Izvršnega odbora je bil Viktor Sajovic, nato Josip Petejan, Štefan Dražil, Štefan Lehpamer, France Svetek, Valentin Rejc in Rudolf Golouh. Leta 1924 so se začeli v delo Svobode vključevati komunisti. Novembra 1925 je bilo dejavnih 32 od 40 podružnic z okoli 2.300 člani. Zveza se je preimenovala v Svobodo, delavsko kulturno in telovadno zvezo Jugoslavije. Organizirali so delavsko akademijo, njenih 27 strokovnih predavanj so zaradi velikega zanimanja ponovili tudi v Celju, Litiji, Trbovljah in Zagorju ob Savi. Aprila 1925 je novi predsednik Svobode Henrik Tuma uveljavil načelo nevtralnosti ob sporih komunistov in različnih skupin socialistov v marksističnem delavskem gibanju. Sistematično organizacijsko delo se je pričelo januarja 1928 pod predsedstvom nekdanjega komunista Cirila Štuklja. Pod okriljem Svobode je v začetku leta 1928 Bratko Kreft v Ljubljani ustanovil Delavski oder in do 1930 postavil nekaj odmevnih revolucionarno usmerjenih predstav. Marca 1929 je Svoboda ustanovila založbo Cankarjeva družba, ki je do 1941 letno tiskala komplet 4. knjig v okoli 6.000 izvodih. Decembra 1929 je policija prepovedala delovanje 15 najbolj množičnih delavskih telovadnih odsekov Svobode v katerih je bilo okoli 500 članov in prav toliko mladoletnih telovadcev. Leta 1931 je Svoboda dala pobudo za ustanovitev skupne jugoslovanske marksistične kulturne organizacije z imenom Delavska kulturna zajednica; istega leta se je Svoboda razširila tudi v Savsko banovino med hrvaške delavce.
Seprembra 1934 je postal predsednik Bogo Teply. Svoboda je pričela prirejati odmevne kulturne manifestacije na prostem, katerega vrh je bil zlet Svobod 7. julija 1935 v Celju, ki se ga je udeležilo preko 10.000 ljudi; zaradi komunistično obarvanih govorov na shodu je policija Svobodo 6 dni pozneje razpustila.